# József Varga (ur. 1954)
József Varga (ur. 9 października 1954 w Budapeszcie) – węgierski piłkarz grający na pozycji środkowego oraz lewego obrońcy.

## Kariera klubowa
Karierę piłkarską Varga rozpoczął w klubie Budapest Honvéd. W 1973 roku awansował do kadry pierwszego zespołu i zadebiutował w jego barwach w pierwszej lidze węgierskiej. Przez lata był podstawowym zawodnikiem tego klubu. Swój pierwszy sukces osiągnął w sezonie 1979/1980, gdy wywalczył mistrzostwo Węgier. W latach 1984 i 1985 ponownie zostawał mistrzem kraju, a w tym drugim przypadku zdobył także Puchar Węgier. W barwach Honvédu rozegrał 283 mecze i strzelił 20 goli.
Latem 1985 roku Varga odszedł do tureckiego Denizlisporu. Grał w nim przez 2 lata i w 1987 roku wrócił na Węgry. Został piłkarzem Újpestu Budapeszt, w którym spędził sezon. Od lata 1988 do lata 1989 pozostawał bez klubu i wtedy też został zawodnikiem Volán FC. W 1990 roku grał w fińskim Lahden Reipas, w barwach którego zakończył karierę.

## Kariera reprezentacyjna
W reprezentacji Węgier Varga zadebiutował 24 września 1980 roku w zremisowanym 2:2 towarzyskim spotkaniu z Hiszpanią. W 1982 roku został powołany przez selekcjonera Kálmána Mészölya do kadry na Mundial 1982. Tam był podstawowym zawodnikiem i rozegrał 2 spotkania: z Argentyną (1:4) i z Belgią (1:1 i gol w 28. minucie). W 1986 roku był w kadrze Węgier powołanej przez Györgya Mezeya na Mistrzostwa Świata w Meksyku. Na tym turnieju wystąpił w 2 meczach: z Kanadą (2:0) i z Francją (0:3). Od 1980 do 1986 roku rozegrał w reprezentacji narodowej 31 meczów i strzelił jednego gola.